# خالده پیشکین
خالده پیشکین (انگلیسی: Halide Pişkin; ۱۵ ژوئیهٔ ۱۹۰۲ – ۱ نوامبر ۱۹۵۹) بازیگر، و صدا پیشه اهل ترکیه بود.